# Арцезо, Владимир Гаврилович
Влади́мир Гаври́лович Арце́зо (он же Арце́зов, Арци́зов, А́сберг, А́зберг, А́йсберг, А́ссберг, А́сбьяргс, Ассбергья́нс, А́сберг-Асце́за; 25 июня 1898, Таганрог, Таганрогский округ, Область Войска Донского, Российская империя — 10 февраля 1947, Москва, СССР) — российский и советский военный деятель, впоследствии коллаборационист во Второй мировой войне.
Родился в 1898 году в Таганроге. Во время Первой мировой войны после окончания в 1916 году Константиновского военного училища служил в чине подпоручика в Русской императорской армии. После революции 1917 года перешёл в Рабоче-крестьянскую Красную армию, принял участие в гражданской войне. Служил на различных должностях в советской Средней Азии. Окончил Академические курсы старшего и высшего командного состава РККА (1926 год) и Ленинградские броне-танковые курсы усовершенствования и переподготовки командного состава (1932 год). В 1936 году получил звание майора, в 1939 году — полковника. Принял участие в советско-финляндской войне 1939—1940 годов. После начала Великой Отечественной войны последовательно занимал должности начальника отдела автобронетанковых войск 28-й, 43-й, 57-й армий; в последней также был первым заместителем командующего. В 1942 году в ходе Харьковской операции не вышел из окружения, был объявлен без вести пропавшим, но на самом деле попал в плен. Добровольно согласился на сотрудничество с немцами, возведён в звание генерал-майора вермахта, служил в штабе Восточных добровольческих войск под командованием генерала от кавалерии Э.-А. Кёстринга. После образования Русской освободительной армии как Вооружённых сил Комитета освобождения народов России перешёл на службу к генерал-лейтенанту А. А. Власову. В 1943 году организовал и возглавил офицерскую школу Восточных войск в Мариамполе, в 1944 году назначен начальником 8-го отдела (боевой подготовки) ВС КОНР, в 1945 году произведён в чин генерал-майора. Ввиду близкой капитуляции Германии сдался в плен американцам, а в 1946 году был выдан советской стороне. В 1947 году осуждён Военной коллегией Верховного суда СССР по 58-й статье за государственную измену и казнён. В 2019 году Военная прокуратура Российской Федерации отклонила прошение о реабилитации Арцезо.

## Биография

### Молодые годы, Первая мировая и гражданская войны
Владимир Гаврилович Арцезо родился 25 июня 1898 года в Таганроге. Родом из семьи мещан. По национальности — армянин (по другим данным — русский).
В 1916 году окончил Астраханскую гимназию, а затем — ускоренный курс 1-го Киевского Великого князя Константина Константиновича военного училища. Служил в чине подпоручика в 156-м пехотном Елисаветпольском генерала князя Цицианова полку 2-й бригады 39-й пехотной дивизии Русской императорской армии.
После революции 1917 года добровольно перешёл в Красную армию. В ходе гражданской войны получил ранение на Юго-Восточном фронте, принял участие в подавлении мятежа мусаватистов в 1918 году и дагестанского восстания в 1923 году.

### Карьера в РККА

В РККА В. Г. Арцезо дослужился до звания полковника

4 июня 1919 года приказом № 5 по 7-й кавалерийской дивизии зачислен полковым адъютантом 39-го кавалерийского полка. 5 декабря того же года стал начальником канцелярии ветеринарного лазарета 7-й кавалерийской дивизии. 30 марта 1920 года приказом № 175 штаба 11-й армии назначен командиром отдельного лыжного батальона. После перевода в 11-ю стрелковую дивизию летом 1920 года, согласно приказу № 195 от 24 августа стал помощником командира по строевой части 3-го полка. В ноябре 1920 года приказом № 80 был откомандирован в Управление коменданта Баку на пост старшего адъютанта коменданта. 4 февраля 1923 года приказом № 16 зачислен на должность адъютанта штаба 2-й Кавказской стрелковой дивизии, задействованной в подавлении басмаческого движения в Ферганской области. С декабря того же года временно занимал должности начальника разведывательного отдела штаба войск Ферганской области и командира батальона 4-го Кавказского стрелкового полка, а затем — начальника штаба и командира того полка. В сентябре 1924 года приказом № 472 по 2-й Кавказской стрелковой дивизии назначен начальником административной части штаба дивизии. 14 января 1926 года согласно приказу № 22 по армии стал старшим помощником начальника оперативной части штаба дивизии. 22 сентября того же года приказом № 34147 штаба РККА командирован на Академические курсы старшего и высшего командного состава РККА по разведывательной службе. По окончании курсов, 6 июля 1927 года, стал помощником начальника оперативной части штаба 2-й Кавказской стрелковой дивизии. 20 мая 1928 года приказом № 105 по дивизии назначен командиром сводного кавалерийского дивизиона по борьбе с басмачами, подчинённого в оперативном отношении дивизии.
19 января 1930 года приказом Революционного военного совета Союза ССР № 190/48 переведён на должность старшего помощника начальника 4-го (организационно-мобилизационного) отдела штаба Белорусского военного округа. Впоследствии, 1 апреля, занял должность начальника отдела, а в сентябре стал заместителем начальника аналогичного отдела штаба БВО. По некоторым данным, закончил Военную академию имени М. В. Фрунзе по протекции её начальника Б. М. Шапошникова. 1 февраля 1932 года приказом РВС СССР № 2270 зачислен слушателем на Ленинградские броне-танковые курсы усовершенствования и переподготовки командного состава. По их окончании в том же году стал командиром-руководителем по тактике среди курсантов; дальнейшие 8 лет служил на курсах. Так, 13 января 1934 года приказом РВС СССР № 170 назначен начальником курса слушателей, а 27 февраля 1936 года приказом Народного комиссариата обороны СССР № 01409 — помощником начальника курсов по материально-техническому обеспечению. 13 марта 1936 года согласно приказу № 00343 НКО СССР получил звание майора, а 11 ноября 1939 года приказом № 04843 повышен до полковника. Награждён медалью «XX лет РККА». В партию не вступал. По некоторым сведениям, долгое время не получал продвижения по службе по причине того, что был офицером царской армии.

### Вторая мировая война, немецкий плен, коллаборационизм
В 1939—1940 годах принял участие в Советско-финляндской войне. 11 февраля 1940 года приказом НКО СССР № 0527 назначен на должность начальника автобронетанкового снабжения 15-й армии Северо-Западного фронта. По окончании боевых действий, согласно приказу НКО СССР № 01770 занял должность начальника автобронетанковых войск Архангельского военного округа.
28 июня 1941 года приказом № 00150 по округу назначен исполняющим должность начальника отдела автобронетанковых войск Полевого управления 28-й армии и 26 июля приказом НКО СССР № 00572 утверждён в должности. 10 августа того же года приказом № 001 по армии назначен исполняющим должность начальника отдела автобронетанковых войск вновь сформированного Полевого управления 43-й армии, которая вскоре была разгромлена вермахтом. 22 октября того же года согласно приказу НКО СССР № 03589 стал начальником отдела автобронетанковых войск Полевого управления 57-й армии, а в следующем году приказом Главного управления кадров РККА № 028326 был назначен заместителем командующего армии по тылу. По некоторым данным, Арцезо был обижен несправедливым преследованием на фронте: после вывода подчинённых ему танковых частей из окружения под Таганрогом в 1942 году он попал под трибунал, приговорён по 58-й статье к расстрелу, но потом переведён в штрафной батальон (по другим данным — оправдан и восстановлен в должности) и снова брошен в бой. В дальнейшем, согласно дневнику С. К. Бородина, Арцезо ввиду разговора о своей карьере и жизни в СССР так ответил на его вопрос — «почему не пользуются случаем, чтобы свергнуть эту ужасную власть?»:
У большевиков гибкая политика. Теперь они делают вид возврата к национализму, чем подкупили огромное число молодых патриотов. Кроме того, там такой режим шпионажа, что невозможен никакой заговор.
25 мая 1942 года в ходе Харьковской операции не вышел из окружения в районе села Лозовенька Харьковской области Украинской ССР. В тот же день в окружении в том же самом районе погиб и сам командующий 57-й армией генерал-лейтенант К. П. Подлас, недавно выпущенный из лагеря — он застрелился, не желая попасть в немецкий плен. 28 июля приказом № 0589 Главного управления формирования и укомплектования войск РККА Арцезо был исключён из списков как пропавший без вести (подтверждено приказом ГУК НКО СССР № 028326 от 4 октября).
Как выяснилось, Арцезо попал в немецкий плен и впоследствии содержался в различных лагерях для военнопленных, в том числе в Летцене — в особом лагере при ставке немецкого командования. Проявил себя убеждённым германофилом, добровольно поступил на службу к немцам. По некоторым данным, прослужил несколько месяцев в разведывательном отделе штаба Южного фронта Генерального штаба вермахта в качестве военного советника. Имел звание генерал-майора согласно приказу немецкого командования и носил соответствующую воинскую форму. Был дважды награждён немецким командованием. Согласно выводам историка К. М. Александрова, Арцезо был специально внедрен немцами в Русскую освободительную армию (Вооружённые силы) Комитета освобождения народов России или сознательно информировал немецкую Службу безопасности обо всем происходящем в КОНР, в особенности о секретных попытках переговоров с союзниками, предпринимаемых с конца 1944 года. Генерал-майор М. М. Шаповалов в докладе полковнику Г. Бауну отозвался о том, что генерал-майор В. Ф. Малышкин в разговоре с ним назвал Арцезо «негодяем», «самым отменным мерзавцем», «продажной дрянью», который «вообще массу русских офицеров погубил, выбрасывая их из добровольческих войск, заменяя немцами», а русских отправлял «или на работы, или в лагеря». Далее Малышкин от имени командования КОНР заявлял, что мы «никого не считаем нашими, коль состоят на службе у немцев, будь то солдаты или офицеры, это немецкие наемники, защищающие не русское дело, работающие не в русских интересах, и мы прямо заявляем, что как только мы придем к власти, мы прежде всего несколько человек повесим, чтобы очиститься от всяких русских мерзавцев с немецкой душой», таких как Арцезо. Сам Баун в донесении генерал-майору Р. Гелену называл Арцезо «законченным проходимцем» и «продажной шкурой», «животным» и «ничтожеством», обрёкшим «множество русских офицеров на гибель, исключив их из добровольческих формирований и заменив их немцами», а тех отправлял в лагеря и на принудительные работы. Другие высшие чины КОНР впоследствии на допросах в Главном управление контрразведки «Смерш» заявляли, что Арцезо одновременно выполнял задания немцев и КОНР, «пропагандировал мысль о верном служении немцам», а также вёл длинные телефонные разговоры по-немецки.
В 1943 году организовал офицерскую школу Восточных войск в Мариамполе, занимался подготовкой командных кадров для КОНР, вместе с ней летом эвакуировался во французский Конфлянс. Занимался инспектированием русских добровольческих батальонов РОА во Франции, служил в штабе Восточных добровольческих войск вермахта под командованием генерала от кавалерии Э.-А. Кёстринга, находился с ним в приятельских отношениях и пользовался его большим доверием. В декабре 1944 года, добившись приёма у генерал-лейтенанта ВС КОНР А. А. Власова в Далемдорфе, был откомандирован в штаб ВС КОНР и назначен начальником 8-го отдела (боевой подготовки). Принимал участие в формировании 1-й дивизии РОА в Мюнзингене, занимался разработкой и организацией изданий уставов по боевой подготовке в частях ВС КОНР, которые не утверждались ввиду близкой капитуляции Германии, участвовал в приеме в распоряжение ВС КОНР офицерской школы от штаба Восточных войск и занимал пост её начальника (январь — февраль 1945 г.). 27 февраля 1945 года произведен в чин генерал-майора ВС КОНР. По мнению историка К. М. Александрова, это произошло не без немецкого давления, так как никаких особых заслуг перед ВС КОНР Арцезо не имел. Впоследствии сам Власов на допросах говорил, что Арцезо «верой и правдой» служил немцам и «сам фактически стал немцем, изменив даже свою фамилию». Известен был как Арцезов, Арцизов, Асберг, Азберг, Айсберг, Ассберг, Асбьяргс, Ассбергьянс, Асберг-Асцеза.

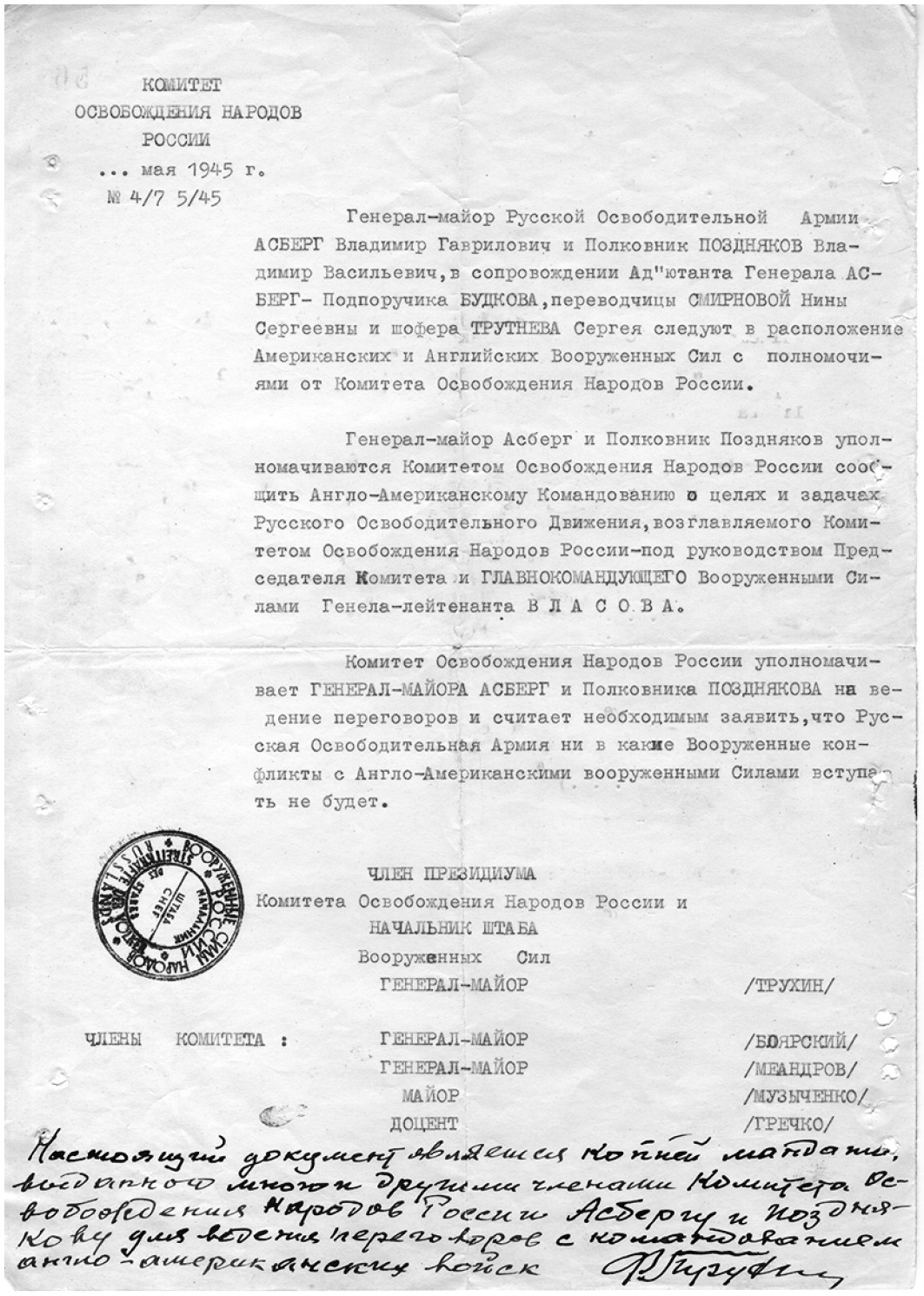
Мандат Асберга (Арцезо) и Позднякова от Трухина, 4 мая 1945 года

В апреле 1945 года при общей эвакуации ВС КОНР находился вместе со штабом в составе Южной группы войск под командованием генерал-майора Ф. И. Трухина как сотрудник разведывательного отдела. Решив войти в контакт с англо-американским командованием с целью сдачи Южной группы ВС КОНР и получения ими политического убежища в американской зоне оккупации Германии, 4 мая Трухин по поручению Власова наделил Арцезо вместе с полковником ВС КОНР В. В. Поздняковым полномочиями на ведение переговоров с союзниками. Главными условиями переговоров, согласно указаниям командования КОНР и лично Власова, значились «невыдача нас СССР» и «признание нас как политического фактора в будущем, сильного и в военном смысле». В парламентёрской миссии в качестве переводчика выступила жена Позднякова — Н. С. Смирнова; при Арцезо был его адъютант — поручик П. Н. Бутков, а также шофёр С. Трутнев. Выехав из Райнбаха, они натолкнулись на американский патруль у Светлика, где их препроводили в штаб. Со стороны союзников на переговорах присутствовали командир 11-й танковой дивизии XII корпуса 3-й танковой армии бригадный генерал X. Дейгер и начальник разведки дивизии У. Слейден. После передачи им необходимых бумаг от командования КОНР с предложением о переходе частей РОА на сторону союзных войск, Бутков по просьбе Дейгера указал места дислокации войск на карте Чехословакии и Австрии, а Арцезо уточнил, что в данных районах располагаются почти что не вооружённые части РОА с семьями, женщинами и детьми. В полученном от американских представителей документе из шести пунктов в двух экземплярах на английском и французском языках, была выражена готовность принять членов Южной группы с условием того, что они сдадут оружие и будут находиться на положении военнопленных при ответной «туманной» гарантии невыдачи частей РОА только лишь пока будет длиться война.
Условия перехода частей ВС КОНР на положение военнопленных 3-й американской армии, поставленные командиром 11-й танковой дивизии генерал-майором Дегером:
1. Прекратить всякую борьбу и освободить союзных военнопленных.
2. Сохранить все оружие и имущество, не передавая его немецким частям.
3. Не портить оружия, имущества, снаряжения и пр. и оставлять его в момент перехода.
4. Собрать все части в один общий район (южнее Будвайс), откуда по указанному маршруту (на прилагаемой карте), сосредоточиться в районе северо-западнее Линца (указан на карте).
5. Переход совершить днем, одной колонной, имея ясные опознавательные знаки.
6. Срок принятия условий – 36 часов, считая от 18.00 6 мая 1945 г.
С тем парламентёрская миссия вернулась к Трухину, который после доклада Арцезо выехал к Власову для согласования порядка капитуляции.

### Американский плен, выдача в СССР, казнь
9 мая в районе Каплице — Крумау вместе со штабом сдался американцам — представителям 26-й пехотной дивизии. Содержался в американских лагерях для военнопленных в Кладенске Ровне и Фридберге (май), Ганакере (май — август), Регенсбурге (август — октябрь), Платтлинге (октябрь — ноябрь), Ландсхуте (с ноября).
В лагерях Кладенска Ровна, Фридберг и Ландау являлся советником генерал-майора ВС КОНР М. А. Меандрова, принявшего командование кадрами ВС КОНР. После отделения старших и высших офицеров от основной массы членов КОНР, прошедшего в августе 1945 года, попросил политического убежища у представителей американского командования. В январе 1946 года в Ландсхуте вместе с Меандровым и генерал-майором ВС КОНР А. Н. Севастьяновым составил письмо-обращение в адрес начальника лагеря, в котором были изложены мотивы их вступления в КОНР, заключающиеся в борьбе против советской власти исходя из политических убеждений, из чего выходила просьба к союзному командованию о предоставлении им убежища с целью продолжить антисоветскую деятельность. Меандров, Арцезо и Севастьянов всеми силами пытались сохранить в полном объёме военную организацию и внутренний порядок в сложившейся «Группе войск РОА во главе с генералом Меандровым», надеясь на «признание американцами в качестве фактора, полезного для оккупационных войск». Также ими было составлено письмо на имя архимандрита Николая (Автономова) с просьбой походатайствовать об убежище перед Папой Римским Пием XII. По воспоминаниям Я. А. Трушновича, поручика и выпускника офицерской школы КОНР, участвовавшего в работе НТС по спасению советских граждан от насильственных репатриаций, Арцезо показал себя в плену «малоприятной личностью», за которым «я таскал его портфель с золотом». Вместе с тем, он активно выступал против возвращения членов РОА в СССР и вёл соответствующую работу в лагере. Советские представители были частыми гостями в комендатуре лагеря, и однажды на предложения полковника Фроменкова вернуться в СССР Меандров сказал, что возвратить в Москву можно только его труп. Тогда Фроменков, часто переходивший на угрозы, бросил со злостью, что притянет его хоть с веревкой на шее. Арцезо и Севастьянов заняли такую же непримиримую позицию в отношении репатриации. Вместе с ними в плену находились также и генерал-майоры РОА из числа «старых эмигрантов» — С. К. Бородин, В. Ф. Белогорцев, В. И. Ангелеев. Фроменков убеждал Арцезо в том, что «если добровольно возвратитесь, вас не расстреляют, хотя и наказание понесёте», и такие уговоры на него действовали, по свидетельству Бородина, который также отмечал, что Арцезо хоть и был русским патриотом, но боролся с большевизмом безыдейно, только по причине личной обиды.
Мы ежеминутно можем быть выданы советам, от которых нам не будет никакой пощады. Там нас ждет одно — смерть с предварительными мучениями и издевательствами. Поэтому-то мы и думаем, что в случае угрозы выдачи, лучше уж тут покончить жизнь самоубийством… Вот когда нас выпустят из-за проволоки и предоставят возможность попасть под защиту местных властей и обеспечить себя от разбойничьих нападений гуляющих по американской зоне советских молодцов, — тогда мы усиленно займемся подготовкой к какой-либо профессии или деятельности. Но мы знаем, что там, где американцы передают власть немцам, немцы притесняют русских и содействуют выдаче нас советам. А ведь должно было бы быть наоборот: немцы должны были бы всячески помогать русским и укрывать нас, так как мы или работали на заводах и фабриках, или служили в немецкой армии, или дрались бок о бок с ней в качестве союзников. Мы помогали вам, немцам, а вы за эту помощь гоните нас… Где же справедливость? Где для нас выход?Арцезо-Асберг в беседе с немецким полковником Хеккелем в американском плену.
Спустя восемь месяцев пребывания в плену, 14 февраля 1946 года Арцезо был выдан американцами в руки представителей советской репатриационной комиссии во главе с полковником Фроменковым и был увезен из Ландсхута вместе с другими генералами ВС КОНР — Меандровым и Севастьяновым. 10 февраля 1947 года приговорён Военной коллегией Верховного суда СССР к смертной казни «как изменник Родины». Приговор приведён в исполнение в тот же день через расстрел.

### Судьба соратников
Трухин был задержан офицерами РККА 7 мая 1945 года в районе города Пршибрам. 8 декабря того же года приговорен ВКВС СССР к смертной казни через расстрел, однако 24 марта 1946 года приговор был отменен. После нового следствия, проведённого следственным отделом ГУКР «Смерш», закончившегося 11 апреля согласием с обвинительным заключением, 1 августа вновь приговорён ВКВС СССР к смертной казни. Приговор приведён в исполнение в тот же день через повешение.
После трёх попыток самоубийства ввиду неизбежности насильственной репатриации в СССР, Меандров был 14 февраля 1946 года вместе с Арцезо и Севастьяновым передан советской репатриационной комиссии. 29 марта приговорён ВКВС СССР к смертной казни. Приговор приведён в исполнение 1 августа через повешение.
Несмотря на отказ в связи с предложением вернуться в СССР, Севастьянов был выдан американцами советским представителям 14 февраля 1946 года вместе с Меандровым и Арцезо. 10 февраля 1947 года приговорен ВКВС СССР к смертной казни. Приговор приведён в исполнение 10 марта того же года через расстрел.
Поздняков сдался американцам в составе штаба ВС КОНР 9 мая в районе Каплице — Крумау. Бежал из плена, скрывался в американской зоне оккупации, жил под Мюнхеном, затем выехал в США, где занимался исторической работой. Скончался 21 декабря 1973 года в Сиракьюсе.

### Отказ в реабилитации
В августе 2019 года в Главную военную прокуратуру Российской Федерации поступило обращение с просьбой о реабилитации Арцезо от одного из граждан иностранного государства, имя которого не было раскрыто общественности. По итогам проверки, проведенной военными прокурорами, было заключено, что Арцезо «сдался в плен и на допросе выдал немецкому военному командованию известные ему секретные сведения о бронетанковых войсках Красной Армии», «в силу антисоветских убеждений и неверия в победу Красной Армии в войне с фашизмом офицер перешёл на сторону врага», а «выводы суда о виновности Арцезо в содеянном подтверждены имеющимися в материалах уголовного дела доказательствами, исследованными в судебном заседании и получившими надлежащую оценку в вынесенном судебном решении». Верховный Суд Российской Федерации на основании заключения заместителя генерального прокурора Российской Федерации — главного военного прокурора В. Г. Петрова постановил признать Арцезо не подлежащим реабилитации.

## Личная жизнь
Жена — Клавдия Николаевна Редькина, русская, из Прибалтики. По некоторым данным, во время службы у немцев Арцезо вёл свободный образ жизни и сожительствовал с женщинами, а затем «женился на какой-то немке или белоэмигрантке и справил пышную свадьбу со всеми церковными обрядами». Жена тоже пребывала в американском плену.